# Lista över svenska operachefer

## Stockholms operahus
Stockholmsoperan har genom åren haft många namn och varit organiserad på olika sätt. Därmed har cheferna ibland varit chefer också över den verksamhet som idag är Kungliga Dramatiska Teatern.

### Stockholmsoperans namn
- 1773–1782 Kongl. Svenska Operan
- 1782–1806 Kongl. Operan
- 1806–1812 Operett-Theatern
- 1812–1813 Kongl. Operan
- 1813–1818 Kongl. Theatern
- 1818–1825 Kongl. Stora Theatern
- 1818–Stockholms Theater
- 1825–1863 Kongl. Theatern
- 1863–1888 Kongl. Stora Theatern
- 1888–1898 Kongl. Operan
- 1898–Kongl. Teatern
- 1908–1997 Kungliga Teatern
- 1997– Kungliga Operan

### Chefer
- 1773–1776 Gustaf Johan Ehrensvärd (förste direktör)
- 1776–1780 Adolph Friedrich Barnekow (förste direktör)
- 1780–1786 Carl von Fersen (förste direktör)
- 1786–1792 Gustaf Mauritz Armfelt (förste direktör)
- 1792–1798 Claes Rålamb (1750-1826), hovstallmästare, förste direktör för Kungliga Operan 1792-1798, Överhovstallmästare 1818.
- 1798–1804 Jonne Hugo Hamilton (förste direktör)
- 1804–1810 Abraham Niclas Edelcrantz (förste direktör)
- 1810–1812 Anders Fredrik Skjöldebrand (t.f. förste direktör)
- 1812–1818 Gustaf Löwenhielm (förste direktör)
- 1818 Johan Peter Törner (entreprenör)
- 1818 Kronprins Oscar
- 1818–1823 Gustaf Fredrik Åkerhielm (förste direktör)
- 1823–1827 Gustaf Lagerbielke (förste direktör)
- 1827–1831 Johan Carl Puke (förste direktör)
- 1831–1832 Bernhard von Beskow (förste direktör)
- 1832–1838 Pehr Westerstrand (förste direktör)
- 1838–1844 Alexis Backman (direktör för scenen)
- 1838–1844 Carl David Forsberg (direktör för ekonomin)
- 1844–1848 Hugo Adolf Hamilton (förste direktör)
- 1848–1852 Svante Schyberg (t.f. förste direktör)
- 1852–1856 Knut Filip Bonde (förste direktör)
- 1856–1858 Carl Adil Westerstrand (direktör för ekonomin)
- 1856–1858 Gunnar Olof Hyltén-Cavallius (direktör för scenen)
- 1858–1860 Gunnar Olof Hyltén-Cavallius (förste direktör)
- 1860–1861 Daniel Hwasser (t.f. förste direktör)
- 1861–1866 Eugène von Stedingk (förste direktör)
- 1866–1881 Erik af Edholm (förste direktör)
- 1881–1883 Henrik Westin (förste direktör)
- 1883–1888 Anders Willman (förste direktör)
- 1888–1890 Conrad Nordqvist (entreprenör)
- 1890–1892 Conrad Nordqvist tillsammans med personalen
- 1892–1907 Axel Burén (operachef)
- 1907–1908 Artur Thiel (operachef)
- 1908–1910 Albert Ranft (entreprenör)
- 1910–1919 Hans von Stedingk (operachef)
- 1919–1924 Karl-Axel Riben (operachef)
- 1924–1939 John Forsell (operachef)
- 1939–1949 Harald André (operachef)
- 1949–1956 Joel Berglund (operachef)
- 1956–1963 Set Svanholm (operachef)
- 1963–1971 Göran Gentele (operachef)
- 1971–1978 Bertil Bokstedt (operachef)
- 1978–1984 Folke Abenius (operachef)
- 1984–1987 Lars af Malmborg (operachef)
- 1987–1996 Eskil Hemberg (operachef)
- 1996–1999 Walton Grönroos (operachef)
- 1996–2004 Bengt Hall (VD, teaterchef)
- 2004–2010 Anders Franzén (teaterchef)
- 2010– 2022 Birgitta Svendén (VD, operachef)
- 2021–2023 Michael Cavanagh, operachef
- 2022– Fredrik Lindgren (VD)
- 2024 Ellen Lamm, tf operachef
- 2024– Tobias Theorell, operachef

## Malmö Opera(till 1993Malmö stadsteater, därefter ävenMalmö musikteaterochMalmö opera och musikteater)
- 1993–1998 Lars Rudolfsson (Konstnärlig ledare)
- 1993–1996 Bengt Hall (VD)
- 1998–2000 Philip Zandén
- 2000–2003 Stefan Sköld
- 2003–2009 Lars Tibell (Konstnärlig ledare)
- 2003–2009 Göran K Johansson (VD)
- 2009–2016 Bengt Hall

### Operaverkstan
- 2002– Maria Sundqvist

## Göteborgsoperan(tidigareStora Teatern)

### Verkställande direktörer
- 1994–2001 Dag Hallberg
- 2001–2005 Kenneth Orrgren
- 2006–2014 Peter Hansson
- 2014–2017 Ronnie Hallgren
- 2017– Christina Björklund

### Konstnärliga chefer och ledare
- 1994–1996 Robert North, balettchef
- 1996–1999 Ulf Gadd, balettchef
- 1994–1996 Juhani Raiskinen, operachef
- 1996–2005 Kjell Ingebretsen, operachef
- 1999–2002 Anders Hellström, balettchef
- 2002–2007 Kevin Irving, balettchef
- 2005–2013 Lise-Lotte Axelsson, operachef/konstnärlig ledare opera/drama
- 2007–2011 Johannes Öhman, balettchef
- 2011–2016 Adolphe Binder, konstnärlig ledare dans
- 2013–2019 Stephen Langridge, konstnärlig ledare opera/drama
- 2016– Katrín Hall, konstnärlig chef dans
- 2020– Henning Ruhe, konstnärlig chef opera/drama

## Norrlandsoperan
- 1974–1978 Arnold Östman, konstnärlig chef
- 1979–1982 Paul Stempel, konstnärlig chef
- 1982–1987 Tom Lagerborg, konstnärlig chef
- 1988–1996 Per-Erik Öhrn, konstnärlig chef
- 1996–1998 Jonas Forssell, konstnärlig chef
- 1999–2003 Lars Tibell, verkställande direktör och teaterchef
- 2004–2009 Magnus Aspegren, verkställande direktör och teaterchef
- 2009–2018 Kjell Englund, verkställande direktör och teaterchef
- 2018–2019 Anna Göransdotter Höög, verkställande direktör
- 2020–2024 Erik Mikael Karlsson, verkställande direktör
- 2024- Helle Solberg, verkställande direktör

## Folkoperan
- 1976–2007 Claes Fellbom (medgrundare)
- 2008– Mira Bartov

## Wermland Opera(tidigareMusikteatern i Värmland)
- 1980-talet– Ole Wiggo Bang
- 1993-2002- Hans Hiort